# Diccionario Contemporáneo de la Lengua Portuguesa
El Diccionario Contemporáneo de la Lengua Portuguesa (en portugués, Dicionário Contemporâneo da Língua Portuguesa), más conocido en Brasil como Dicionário Caldas Aulete, y sus reediciones, es uno de los diccionarios más reconocidos de la lengua portuguesa desde su publicación en Lisboa en 1881. Iniciado por Francisco Júlio de Caldas Aulete, que solo pudo dar término a la letra A cuando falleció, el trabajo fue continuado por António Lopes de Santos Valiente (1839-1896) y otros lexicógrafos.

## Historia
A la edición princeps de 1881 se siguen, en Portugal, dos ediciones más, la de 1925 y 1948 (con reimpresión en 1952). En 1958, la obra tiene su primera edición brasileña, seguida de cuatro reediciones por la editora Delta: en 1964, 1974, 1980 y 1987. En 2004 reaparece, en formato pequeño, reeditado por la editora Nueva Frontera, a la que sigue en 2005 Caldas Aulete – Diccionario escolar ilustrado con la turma de la Casa de campo del Pica-Pau Amarelo, de la misma editora.
Las ediciones del Diccionario contemporáneo de lengua portuguesa se dividen en tres series. De la primera, forman parte las ediciones portuguesas de los años 1881, 1925 y 1948/1952; la segunda está compuesta por las cinco ediciones brasileñas de ese diccionario, de los años 1958, 1964, 1974, 1980 y 1987; de la tercera, forman parte la versión mini, y su versión infantil, publicadas por la editora Nueva Frontera en 2004. Son tres momentos distinguidos de la historia del diccionario, con características específicas, que dan cuenta de los cambios en las condiciones de producción de la obra.
En 2007, toda la línea de diccionarios Caldas Aulete pasó para la Lexikon Editora Digital, de Río de Janeiro, que lanzó, el mismo año, dos nuevas versiones: Caldas Aulete de bolsillo, en asociación con la editora gaucha L&PM, y la versión para ordenador, en asociación con la G1, la casa de campo de noticias de la Globo. Esta versión, con características innovadoras, reúne la edición digitalizada del original del diccionario impreso, con c. 220 mil verbetes, y una edición actualizada y con incremento de nuevos términos, con cerca de 86 mil verbetes, para acceso gratis por la Internet. Su plantilla es lo de un diccionario abierto la constante actualización, ampliación y corrección, y a la colaboración del público, que podrá sugerir, en consonancia con los contextos de uso de la lengua, sean cronológicos, geográficos, de niveles de uso o de área de actividad, nuevas palabras y locuciones efectivamente en uso, o nuevas acepções para términos ya existentes. La intención, con eso, es, sin necesidad de nuevas ediciones o versiones, mantener un registro permanentemente actualizado de la lengua portuguesa, tal y como es hablada y escrita en todos los tiempos, en todos los lugares, en todos los niveles, en todos los medios y ambientes.

## Versiónonline
En octubre de 2008 fue lanzada la versión online de Caldas Aulete, el iDicionário Aulete, en versión beta. En él es posible realizar consultas gratuitamente, según los propios editores, en "818.000 artículos, definiciones y locuciones en permanente actualización". Es posible incluir el diccionario en la caja de búsqueda de Firefox o de MS Internet Explorer, facilitando así la consulta de términos en textos. 
Actualmente hay una sección colaborativa, el iDicionário Aulete Colectivo, que puede ser modificado por todos los usuarios, en el sistema wiki.

## Ediciones
1. Dicionário Contemporâneo da Língua Portuguesa. Lisboa: Asociación António Maria Pereira, 1881, dirigido por Santos Valiente y precedido de Plan de la autoría de Caldas Aulete.
2. Diccionario contemporaneo de la lingua portuguesa. 2.ed. Lisboa: Asociación António Maria Pereira, 1925, actualizado por J. Timóteo de Silva Bastos.
3. Diccionario contemporáneo de la lengua portuguesa. 3.ed. Lisboa: Asociación António Maria Pereira, 1948 (reimpreso en 1952), actualizado por Vasco Botelho de Amaral y Frederico Guimarães Daupiás.
4. Diccionario contemporáneo de la lengua portuguesa. 4.ed. Río de Janeiro: Delta, 1958, considerablemente aumentada y adaptada al uso en Brasil.
5. Diccionario contemporáneo de la lengua portuguesa. 5.ed.. Río de Janeiro: Delta, 1964.
6. Diccionario contemporáneo de la lengua portuguesa. 6.ed. Río de Janeiro: Delta, 1974.
7. Diccionario contemporáneo de la lengua portuguesa. 7.ed. Río de Janeiro: Delta, 1980.
8. Diccionario contemporáneo de la lengua portuguesa. 8.ed. Río de Janeiro: Delta, 1987.
9. Minidicionário contemporáneo de la lengua portuguesa. Río de Janeiro: Nueva Frontera, 2004.
10. Caldas Aulete – Diccionario escolar ilustrado con la turma de la Casa de campo del Pica-Palo Amarillo, preparado por el Consejo editorial de los diccionarios Caldas Aulete. Río de Janeiro: Nueva Frontera, 2005.
11. Diccionario escolar de la lengua portuguesa. Río de Janeiro: Lexikon, 2012.